# Павле I Шубић
Павле Шубић (око 1245 — 1. мај 1312) био је брибирски кнез из братства Шубића Брибирских.

## Биографија
Наставио је политику претходника који су се борили за власт над далматинским градовима на подручју јужно од планине Гвожда (Петрове горе), и у дугогодишњој борби успео да потпуно учврсти власт у Далмацији и Хрватској, односно на подручјима јужно од Велебита. Као кнез Сплита и приморски бан од око 1273. године, успео је да уз помоћ свог брата Младена Шубића стиша 1277. године сукоб Сплита и Шибеника са Трогиром. У рату Млечана с Омишанима, Шубић је 1279. године освојио Омиш и учврстио своју власт у тој области.
У борбама за угарско-хрватски престо крајем 13. века оба претендената борила су се за подршку Шубића, што је он искористио и од обојице 1292-1293. године добио у наследни посед целу Далмацију и Хрватску, од источних граница жупаније Гацке до Хума, са наследном банском чашћу, која се тада по први пут појављује у Хрватској. Власт Павла Шубића признавала је тада сва властела у Хрватској и Далмацији.
Године 1299. завладао је и Босном до Дрине, а 1302. године Босну је дао на управу сину Младену Шубићу. Младен је добио титулу бана Босне, док је Павле носио титулу бана Хрвата и господара Босне, а назвао се и „херцег“. На целом приморју, од Сења до Неретве, тад још једино Задар није био под влашћу Павла Шубића, али је и тај део приморског копна дошао под његову управу 1311. године. 
И поред чврстих упоришта на јадранској обали, Павле Шубић није успео да изгради флоту која би била у стању да пробије млетачки обруч уз хрваску обалу. Умро је 1312. године за време борби око Задра, када је био на врхунцу своје моћи.

## Породично стабло
|  |                  |  |  |  |  |  |  |  |  |  |  |  |  |  |  |  |
|  | 2. Стјепко Шубић |  |  |  |  |  |  |  |  |  |  |  |  |  |  |  |
|  |                  |  |  |  |  |  |  |  |  |  |  |  |  |  |  |  |
|  |                  |  |  |  |  |  |  |  |  |  |  |  |  |  |  |  |
|  | 1. Павле I Шубић |  |  |  |  |  |  |  |  |  |  |  |  |  |  |  |
|  |                  |  |  |  |  |  |  |  |  |  |  |  |  |  |  |  |
|  |                  |  |  |  |  |  |  |  |  |  |  |  |  |  |  |  |